# Dianoiologie
Dianoiologie (zu altgriechisch διάνοια diánoia „das Nachdenken, der Verstand“ und -logie) ist ein Begriff, der ein grundlegendes Denkvermögen oder eine diesem zugeordnete Fundamentaldisziplin bezeichnet. In diesem Sinne werden die meisten Themen von Darstellungen einer „Dianologie“ heute entweder der Epistemologie zugeordnet oder aber der Logik.
In seinem 1764 erschienenen „Neuen Organon“ (in Anlehnung an die im sog. Organon des Aristoteles dargestellten Fundamentaldisziplinen) unterteilt Johann Heinrich Lambert die Wissenschaften in vier Grunddisziplinen: Dianoiologie, Alethiologie, Semiotik, Phänomenologie.
„Dianologie“ bezeichnet dabei eine vorgeordnete Wissenschaft, welche die Elemente wahrheitsfähiger Repräsentationen vorstellt und die Regeln von deren geordneter Verwendung diskutiert (und damit „Irrtum und Schein aussondert“). Konkret werden dabei in Anlehnung unter anderem an Christian Wolff die basalen Gesetze und Formen des Denkens charakterisiert. Es werden Typen von Begriff vorgestellt und deren Kombinationsmöglichkeiten zu (wissenschaftsförmig geordneten) Fragen, Urteilen und Schlüssen.
Die Syllogistik wird im Sinne eines Linienkalküls formal dargeboten. Wissenschaftliche Erkenntnis wird charakterisiert durch ihren Systemcharakter: sie integriert Bruchstücke empirischen, „historischen“ Wissens. Letzteres wird ferner in drei Typen von „Erfahrung“ klassifiziert: „gemeine Erfahrung“, Beobachtung und Experiment.
Dieser Disziplin folgt die Alethiologie nach (zu altgriechisch ἀλήθεια alḗtheia „Unverborgenes, Wahrheit“). Grundlage der Wissenschaft (eines Strukturganzen von wahren Erkenntnissen) ist die Richtigkeit basaler Grundbegriffe, die genau dann gegeben ist, wenn diese Grundbegriffe widerspruchsfrei sind, was sie genau dann sind, wenn sie einfach sind (keine weiteren Begriffe in sich enthalten). Die Wahrheit der durch diese gebildeten „Grundsätze“ sichert dann diejenige der daraus ableitbaren „Lehrsätze“.
Man kann diesen Status der Dianoiologie im Vorfeld der Zuweisung von Wahrheitswerten und der systematischen Konstruktion wissenschaftlicher Erkenntnis grob parallelisieren mit dem Zwischenstatus der dianioa bei Platon zwischen bloßer Meinung und wahrer Vernunfteinsicht. (Dianoia ist bei Platon das Denkvermögen der Seele, das im Unterschied zum (göttlichen) Nous nur diskursiv operiert und nur Abbild des Nous ist.)
Diese Begriffsbestimmung von Dianologie als Grundwissenschaft findet sich auch bei Wilhelm Traugott Krug.
Auch Arthur Schopenhauer spricht von „Dianöologie“ als Lehre vom Denken – und unterscheidet dies (entsprechend der kantischen sog. „kopernikanischen Wende“) von der Logik und der Metaphysik bzw. der Lehre vom Sein (Ontologie). Mit dieser Dreiteilung trennt er – im Unterschied zu Lambert und Krug – Dianologie (in etwa: Erkenntnistheorie) und Logik voneinander. Dabei beschränkt er die Geltung der Dianologie auf die Zeit vor Immanuel Kant; bis dahin habe sie im Wesentlichen die Ergebnisse von René Descartes enthalten.
Auch Johannes Nikolaus Tetens bezeichnet mit Dianologie die Lehre von der Denkkraft. Auch bei Otto Liebmann sind die dianoiologischen Gesetze die logischen Denkgesetze.
Da dianoia zunächst schlicht dem deutschen „Denken“ entspricht, gibt es zahlreiche Ausdrücke, welche denselben Wortstamm wie Dianologie besitzen. Bekannt sind etwa die sogenannten „dianoetischen Tugenden“, welche Aristoteles von den praktischen Tugenden unterscheidet, ganz analog zu seiner Unterscheidung eines rationalen und eines nicht-rationalen strebenden Vermögens. Erst Kant unterscheidet offenbar diskursives (dianoetisches) und schließendes Denken (ratiocinatio).